# Savalania pulla
Savalania pulla är en insektsart som beskrevs av Leo L. Mishchenko 1951. Savalania pulla ingår i släktet Savalania och familjen Pamphagidae. Inga underarter finns listade i Catalogue of Life.